# Bathylle (pantomime)
Pour les articles homonymes, voir Bathylle.
Bathylle était un célèbre pantomime, natif d'Alexandrie et exerçant à Rome sous le règne d'Auguste.

## Biographie

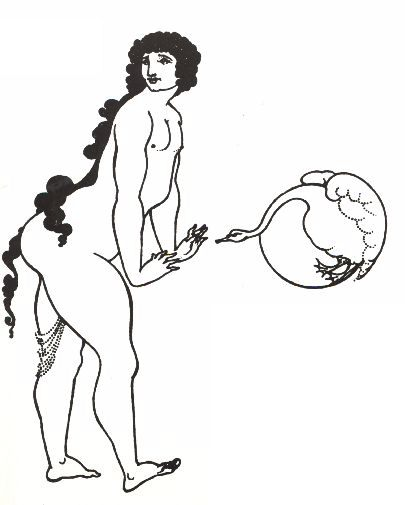
La Danse du cygne de Bathylle par Aubrey Beardsley (1894).

Bathylle aurait été l'esclave puis l'affranchi de Mécène, et également, selon Tacite, son amant.
Il excellait surtout dans le genre comique et dans les sujets « voluptueux ». Sa rivalité avec le danseur Pylade, qui allait jusqu'à provoquer des bagarres entre spectateurs, se termina à son avantage puisque Auguste exila Pylade hors d’Italie.
Bathylle fonda une école de pantomimes dont la renommée s'étendit sur plusieurs générations[réf. nécessaire]  .